# Pèire Lagarda
Pèire Lagarda és un escriptor occità. Durant el règim de Vichy creà l'organització clandestina Federacion de la Joenessa Occitana, per tal de superar el felibritge i impulsar l'occitanisme. Fou un dels fundadors de l'Institut d'Estudis Occitans juntament amb Robèrt Lafont, Juli Cubainas, Leon Còrdas, Max Roqueta, Fèlis Castanh, Renat Nelli i altres. És autor de llibres com Poèmas (1953), Lo mòrt de San Joan (1992) i Lo Pe-ranquet Del Solelh (1995) i ha traduït a l'occità llibres de Manuel de Pedrolo. Ha participat en nombrosos actes d'afirmació occitana com els Focs de Montsegur.
També és inspector d'ensenyament i secretari de la secció occitana del Centre d'Agermanament Occitano-Català (CAOC).